# تونی فرگوسن
تونی فرگوسن (انگلیسی: Tony Ferguson؛ زادهٔ ۱۲ فوریهٔ ۱۹۸۴) ورزشکار هنرهای رزمی ترکیبی و سلبریتی اهل ایالات متحده آمریکا است. وی از سال ۲۰۰۸ میلادی تاکنون مشغول فعالیت بوده و در سال ۲۰۱۷ موفق به کسب کمربند قهرمانی موقت سبک وزن یو‌اف‌سی شده است.

## اوایل زندگی و تحصیلات
فرگوسن در ۱۲ فوریه ۱۹۸۴ در آکسنارد، کالیفرنیا متولد شد، اما عمدتاً در ماسکگون، میشیگان بزرگ شد. او اصالتاً مکزیکی است. نام خانوادگی او فرگوسن از ناپدری آمریکایی اسکاتلندی‌اش گرفته شده است.
فرگوسن در دبیرستان مرکزی کاتولیک ماسکگون، در سه رشته فوتبال آمریکایی، بیسبال و کشتی فعالیت داشت . او مدافع اصلی تیم قهرمان فوتبال ایالتی دسته ۸ در سال ۲۰۰۰ بود و سه بار در تیم منتخب ایالت در رشته کشتی حضور داشت و در سال ۲۰۰۲ در دسته ۱۵۲ پوند قهرمان شد.
فرگوسن پس از دبیرستان، در دانشگاه مرکزی میشیگان ثبت نام کرد و سپس به دانشگاه ایالتی گرند ولی منتقل شد . او همچنین مدتی را در کالج محلی ماسکگون گذراند . او مدرک خود را به پایان نرساند، اما دوران کشتی دانشگاهی موفقی داشت و در سال ۲۰۰۶ در دسته ۱۶۵ پوند، قهرمان کشتی انجمن ملی کشتی دانشگاهی شد.
فرگوسن پس از دانشگاه، برای نزدیک‌تر بودن به خانواده‌ی گسترده‌اش به کالیفرنیا بازگشت و روزها در بخش بازاریابی و فروش کار می‌کرد و شب‌ها به عنوان متصدی بار شیفت می‌گرفت. یک شب، هنگام کار در شیفت بار، یکی از مشتریان متوجه گوش گل‌کلم فرگوسن شد و در مورد پیشینه‌ی کشتی او صحبتی را آغاز کرد. این مشتری مربی یک باشگاه محلی MMA بود و از او دعوت کرد تا با چند رزمی‌کار جوان در زمینه‌ی کشتی آنها همکاری کند . کمی پس از این، او تصمیم گرفت به صورت حرفه‌ای در رشته‌ی هنرهای رزمی ترکیبی (MMA) فعالیت کند.

## حرفه هنرهای رزمی ترکیبی

### اوایل کار
فرگوسن فعالیت حرفه‌ای MMA خود را در سال ۲۰۰۷ با مبارزه در سازمان‌های کوچک در اطراف کالیفرنیا آغاز کرد. از مسابقات قابل توجه او در اوایل دوران حرفه‌ای‌اش می‌توان به پیروزی مقابل جو شیلینگ ، قهرمان کیک بوکسینگ، و شکست مقابل کارن دارابدیان ، مبارز آینده مسابقات World Extreme Cagefighting (WEC) اشاره کرد.

### مبارز نهایی
فرگوسن چندین بار برای شرکت در سری مسابقات واقع‌نمای UFC با نام The Ultimate Fighter درخواست داد . در سال ۲۰۱۰، او سرانجام پس از کسب رکورد حرفه‌ای ۱۰ برد و ۲ باخت و کسب عنوان قهرمانی دسته‌ی میان‌وزن در PureCombat، برای شرکت در فصل ۱۳ این سری مسابقات پذیرفته شد. او به عنوان میان‌وزن در The Ultimate Fighter: Team Lesnar vs. Team dos Santos شرکت کرد.
فرگوسن به عنوان انتخاب سوم برای تیم لزنر انتخاب شد. فرگوسن در اولین مبارزه خود، جاستین ادواردز را با ناک اوت در راند اول شکست داد. او در مرحله بعدی در یک چهارم نهایی با رایان مک‌گیلیوری روبرو شد و در راند اول با ناک اوت فنی (TKO) پیروز شد. سپس در نیمه نهایی با چاک اونیل روبرو شد و در راند سوم با ناک اوت فنی (TKO) پیروز شد و به فینال راه یافت.

### مسابقات قهرمانی مبارزه نهایی
فرگوسن رسماً اولین حضور خود در UFC را در فینال Ultimate Fighter 13 مقابل رمزی نایم انجام داد تا برنده The Ultimate Fighter 13 مشخص شود. فرگوسن در راند اول با ناک اوت نایم را شکست داد و قرارداد UFC را به دست آورد. او همچنین ۴۰ هزار دلار جایزه ناک اوت شب دریافت کرد.
پس از اولین حضورش، فرگوسن به سبک وزن بازگشت و در ۲۴ سپتامبر ۲۰۱۱، در UFC 135 ، با آرون رایلی روبرو شد. این مبارزه پس از راند اول پس از اینکه رایلی اعلام کرد فکش شکسته است، متوقف شد و در نتیجه فرگوسن با ناک اوت فنی پیروز شد.
فرگوسن سپس در فینال مسابقات Ultimate Fighter 14 با ایو ادواردز، پیشکسوت MMA، روبرو شد. فرگوسن با رأی متحد داوران (30-27، 30-27 و 29-28) پیروز شد.
انتظار می‌رفت فرگوسن در ۵ مه ۲۰۱۲ در UFC on Fox: Diaz vs. Miller با دنیس هالمن روبرو شود. هالمن به دلیل مصدومیت از مسابقه کنار کشید و تیاگو تاوارس جایگزین او شد. سپس، تاوارس به دلیل مصدومیت مجبور به ترک مسابقه شد و مایکل جانسون جایگزین او شد. فرگوسن با رأی متحد داوران مسابقه را باخت.

#### بردهای پیاپی
فرگوسن پس از بیش از یک سال دوری از مسابقات و در حالی که در حال بهبودی از آسیب دیدگی بازویش در آخرین مبارزه‌اش بود، در ۱۹ اکتبر ۲۰۱۳ در UFC 166 به مصاف مایک ریو رفت که آغاز دوازده پیروزی متوالی او بود. او در راند اول با ضربه چوک دارس پیروز شد. این پیروزی همچنین اولین جایزه سابمیشن شب را به ارزش ۶۰ هزار دلار برای او به ارمغان آورد.
فرگوسن در ۲۴ مه ۲۰۱۴، در مسابقات UFC 173 ، با کاتسونوری کیکونو روبرو شد. او در راند اول با ناک اوت پیروز شد.
انتظار می‌رفت فرگوسن در تاریخ ۲ آگوست ۲۰۱۴ در UFC 176 با دنی کاستیلو روبرو شود. پس از لغو UFC 176 ، مسابقه کاستیلو/فرگوسن به تاریخ دیگری موکول شد و در 30 آگوست 2014 در UFC 177 برگزار شد. فرگوسن با رأی داوران پیروز این مبارزه شد.
فرگوسن در ۶ دسامبر ۲۰۱۴، در UFC 181 ، با آبل تروخیو روبرو شد. فرگوسن در راند دوم با سابمیشن پیروز شد.
انتظار می‌رفت فرگوسن در ۲۸ فوریه ۲۰۱۵ در UFC 184 با یانسی مدیروس روبرو شود. مدیروس به دلیل مصدومیت از مسابقه کنار کشید و گلیسون تیبائو جایگزین او شد.  فرگوسن در راند اول با سابمیشن پیروز شد که جایزه بهترین عملکرد شب را نیز برای او به ارمغان آورد.
UFC Fight Night 71 با جاش تامسون روبرو شد. او با رأی متحد داوران (30-27، 30-27 و 30-26) در این مبارزه پیروز شد و دومین جایزه متوالی «بهترین عملکرد شب» را به دست آورد.
انتظار می‌رفت فرگوسن در ۱۱ دسامبر ۲۰۱۵، در فینال مسابقات Ultimate Fighter 22 با خبیب نورماگومدوف روبرو شود. نورماگومدوف در اواخر اکتبر به دلیل مصدومیت از مبارزه کنار کشید و ادسون باربوزا جایگزین او شد. پس از یک راند اول پر از درگیری که فرگوسن به دلیل یک آپ کیک غیرقانونی یک امتیاز از دست داد، فرگوسن در راند دوم با یک سابمیشن چوک دارس، باربوزا را از کار انداخت. او سومین جایزه متوالی «عملکرد برتر شب» و همچنین جایزه «مبارزه برتر شب» را به دست آورد.
قرار بود مسابقه مجدد با مایکل جانسون برای مدت کوتاهی در ۵ مارس ۲۰۱۶ در UFC 196 برگزار شود. در ۲۷ ژانویه، اعلام شد که جانسون به دلیل مصدومیت از مسابقه کناره‌گیری کرده است. در عوض، مسابقه با نورماگومدوف به تعویق افتاد و انتظار می‌رود در ۱۶ آوریل ۲۰۱۶ در UFC on Fox 19 برگزار شود. در ۵ آوریل، فرگوسن به دلیل مشکل ریوی از مسابقه کناره‌گیری کرد. دارل هورچر، تازه وارد تبلیغاتی، جایگزین او شد.
UFC Fight Night 91 با مایکل کیزا روبرو شود. کیزا در ۲۷ ژوئن به دلیل مصدومیت از مبارزه کنار کشید و لاندو واناتا، تازه وارد و تبلیغاتی، جایگزین او شد. فرگوسن دومین مبارزه مستقیم خود را با خفه کردن دارس به پایان رساند و جایزه دیگری به عنوان Fight of the Night به او تعلق گرفت.
فرگوسن در ۵ نوامبر ۲۰۱۶، در فینال ۳ مسابقات Ultimate Fighter Latin America با قهرمان سابق، رافائل دوس آنخوس، مبارزه کرد.  او با رأی قاطع داوران در این مبارزه پیروز شد. هر دو شرکت‌کننده عنوان «مبارزه شب» را دریافت کردند که ششمین پاداش پس از مبارزه فرگوسن در پنج مبارزه گذشته‌اش را به او داد.
قرار بود این مسابقه برای سومین بار در UFC 209 با نورماگومدوف برگزار شود، این بار برای مسابقات قهرمانی موقت سبک وزن UFC. قبل از وزن‌کشی این رویداد، نورماگومدوف به دلیل عوارض ناشی از کاهش وزن در بیمارستان بستری شد و مسابقه دوباره لغو شد.
فرگوسن در ۷ اکتبر ۲۰۱۷، در مسابقات UFC 216 برای کسب عنوان قهرمانی موقت سبک وزن UFC، با کوین لی روبرو شد. او در راند سوم با تکنیک چوک مثلثی پیروز شد. قرار بود چهارمین مبارزه با نورماگومدوف در ۷ آوریل ۲۰۱۸، در مسابقات UFC 223 برگزار شود. در ۱ آوریل ۲۰۱۸، طبق گزارش‌ها، فرگوسن هنگام راه رفتن روی صحنه برای حضور در جمع خبرنگاران پیش از مبارزه، رباط جانبی نازک‌نی خود را پاره کرد و مجبور به کناره‌گیری از این رویداد شد.
فرگوسن در ۶ اکتبر ۲۰۱۸، در UFC 229، با آنتونی پتیس روبرو شد. او پس از دو راند، با توقف در گوشه رینگ، مسابقه را برد. دوک روفوس، مربی و بازیکن گوشه رینگ قدیمی پتیس، به داور اطلاع داد که او پس از شکستگی دست، دیگر ادامه نخواهد داد. عملکرد آنها باعث شد هر دو شرکت‌کننده عنوان «مبارزه شب» را کسب کنند.
فرگوسن در مسابقه بعدی خود در ۸ ژوئن ۲۰۱۹ در UFC 238 با دونالد سرونه روبرو شد. او به دلیل توقف مبارزه توسط پزشک پس از اینکه سرونه بین راند ۲ و ۳ بینی خود را باد کرد و باعث شد چشم راست متورم او کاملاً بسته شود و قادر به ادامه مبارزه نباشد، با ناک اوت فنی (TKO) در این مبارزه پیروز شد. این مبارزه برای هر دو شرکت کننده افتخار مبارزه شب را به ارمغان آورد.

#### روند باخت‌ها
قرار بود فرگوسن در ۱۸ آوریل ۲۰۲۰، در UFC 249، برای قهرمانی سبک وزن UFC با خبیب نورماگومدوف روبرو شود، اما این مبارزه پس از آنکه نورماگومدوف به دلیل محدودیت سفر هوایی در نتیجه همه‌گیری ویروس کرونا نتوانست روسیه را ترک کند، لغو شد. سپس فرگوسن موافقت کرد که برای قهرمانی موقت سبک وزن UFC در مقابل جاستین گِیجی، که جایگزین دیرهنگام او شده بود، در این رویداد رقابت کند.. در ۹ آوریل، دانا وایت، رئیس UFC ، اعلام کرد که این رویداد به تعویق افتاده است و این مبارزه در نهایت در ۹ مه ۲۰۲۰ برگزار شد. او در هر پنج راند از گِیجی شکست خورد و در نهایت در راند پنجم با ناک اوت فنی مبارزه را واگذار کرد. این مبارزه برای هر دو شرکت‌کننده افتخار مبارزه شب را به ارمغان آورد.
فرگوسن در ۱۲ دسامبر ۲۰۲۰، در UFC 256، با چارلز اولیویرا روبرو شد. او پس از اینکه در بیشتر مدت مبارزه بر زمین مسلط و کنترل داشت، با رأی متحد داوران مبارزه را باخت.
فرگوسن در ۱۵ مه ۲۰۲۱، در UFC 262، با بنیل داریوش روبرو شد. او با رأی متحد داوران مبارزه را باخت و بار دیگر در بیشتر مبارزه در زمین کنترل شد.
فرگوسن در ۷ مه ۲۰۲۲ در UFC 274 با قهرمان سابق سبک وزن بلاتور، مایکل چندلر، روبرو شد. با وجود یک راند اول قوی، فرگوسن در اوایل راند دوم با ناک اوت مبارزه را واگذار کرد.
قرار بود فرگوسن در 10 سپتامبر 2022، در رویداد اصلی مشترک UFC 279، به دسته وزنی متوسط برگردد تا با لی جینگلیانگ روبرو شود. با این حال، فرگوسن به جای آن، پس از اینکه حریف اصلی‌اش، حمزات چیمایف، به دلیل از دست دادن وزن از مبارزه کنار گذاشته شد، به رویداد اصلی رفت تا با نیت دیاز روبرو شود. فرگوسن در راند چهارم با یک ضربه خفه کننده گیوتین، مبارزه را باخت.
فرگوسن به دسته سبک وزن بازگشت تا در رویداد UFC 291 در تاریخ ۲۹ ژوئیه ۲۰۲۳ به مصاف بابی گرین برود. او به دلیل سابمیشن در ثانیه‌های پایانی راند سوم، با تسلیم فنی مبارزه را واگذار کرد.
فرگوسن در ۱۶ دسامبر ۲۰۲۳، در UFC 296، با پدی پیمبلت روبرو شد. او با رأی متحد داوران مبارزه را باخت.
فرگوسن در تاریخ ۳ آگوست ۲۰۲۴ در مسابقات UFC در شبکه ABC 7 در یک مبارزه بین وزن‌های مختلف با مایکل کیزا روبرو شد. او در راند اول با یک ضربه چوک از پشت، مبارزه را واگذار کرد. با این هشتمین باخت متوالی، فرگوسن از بی جی پن پیشی گرفت و اکنون رکورد طولانی‌ترین روند باخت متوالی در تاریخ UFC را در اختیار دارد.

### لیگ جهانی مبارزه
در ۲۴ ژانویه ۲۰۲۵، اعلام شد که فرگوسن از UFC جدا شده و با لیگ جهانی مبارزه قرارداد امضا کرده است.
فرگوسن همان روزی که قراردادش با تیم لس‌آنجلس GFL اعلام شد، توسط این تیم درفت شد. قرار بود او در ۲۵ مه ۲۰۲۵ در GFL 2 به مصاف دیلون دنیس برود. با این حال، دو رویداد اول GFL به طور نامحدود به تعویق افتاد.

## زندگی شخصی
فرگوسن از همسرش، کریستینا فرگوسن، دو پسر دارد. در مارس ۲۰۱۹، کریستینا با ادعای رفتهای غیرمعمول تونی مانند پارانویای شدید، نخوابیدن به مدت چند روز، خراب کردن شومینه خانه‌شان و اعتقاد به اینکه یک تراشه ردیاب در حین جراحی ترمیمی زانو در پای او قرار داده شده است، حکم منع تعقیب علیه او صادر کرد. او ادعای آزار جسمی نکرد و حکم منع تعقیب را به عنوان یک اقدام احتیاطی برای کمک به تونی در مورد وضعیت روانی‌اش ارائه داد.  تا آوریل ۲۱۰۹، او حکم را لغو کرد و تونی شروع به از سرگیری MMA کرد.
در ساعات اولیه ۷ مه ۲۰۲۳، فرگوسن در هالیوود ، کالیفرنیا دستگیر و به جرم رانندگی تحت تأثیر الکل پس از تصادف وانت خود با دو وسیله نقلیه دیگر در خارج از یک کلوپ شبانه که منجر به واژگونی کامیونش شد، متهم شد. او بازداشت و به اداره پلیس لس‌آنجلس هالیوود منتقل شد و وثیقه ۳۰ هزار دلاری برای او تعیین شد. او بعداً با وثیقه شخصی از بازداشت آزاد شد.

## سبک مبارزه
فرگوسن به خاطر ضربات غیرمعمول، کاردیوی استثنایی، آرنج‌های تیز و مهارتش در خفه کردن دارس شناخته می‌شود. در دوران اوج خود، او به یک پیروزی متوالی ۱۲ مبارزه‌ای دست یافت و ۹ حریف خود را شکست داد. سبک مبارزه تهاجمی او، به ویژه استفاده از آرنج، اغلب حریفان را به خون می‌کشید و به شش جایزه "مبارزه شب" کمک کرد.